# Lijst van rijksmonumenten in Edam-Volendam
De gemeente Edam-Volendam telt 202 inschrijvingen in het rijksmonumentenregister, hieronder een overzicht. Zie ook de gemeentelijke monumenten in Edam-Volendam.

## Beets
De plaats Beets telt 4 inschrijvingen in het rijksmonumentenregister.
| Object | Oorspronkelijke functie? | Bouwjaar              | Architect | Locatie      | Coördinaten?                  | Nr.?  | Afbeelding        |
| --- | ------------------------ | --------------------- | --------- | ------------ | ----------------------------- | ----- | ----------------- |
| Stolphoeve met houten wanden op bakstenen plint. Houten geveltop links boven de voorgevel. Vensters met roedenverdeling                                                                                            | Boerderij                | 18e eeuw              |           | Beets 15     | 52° 35' 25" NB, 4° 59' 22" OL | 40324 | Meer afbeeldingen |
| Hervormde Kerk. Eenschepige kruiskerk, bestaande uit een schip van drie traveeën | Kerk en kerkonderdeel    | 15e eeuw              |           | Beets 51     | 52° 35' 20" NB, 4° 58' 44" OL | 40325 | Meer afbeeldingen |
| Toren van de Hervormde Kerk. Torentje op het westelijk uiteinde van het dak | Kerk en kerkonderdeel    | wellicht middeleeuwen |           | Beets bij 51 | 52° 35' 20" NB, 4° 58' 44" OL | 40326 | Meer afbeeldingen |
| Forse stolphoeve, fraai gelegen in een bocht van de weg. Hoge, met geglazuurde pannen gedekte kap; boven de symmetrisch ingedeelde voorgevel een houten geveltop; boven de rechterzijgevel eveneens een houten top | Boerderij                | 1847 (jaartal)        |           | Beets 86     | 52° 35' 6" NB, 4° 58' 11" OL  | 40327 | Meer afbeeldingen |

## Edam
De plaats Edam telt 176 inschrijvingen in het rijksmonumentenregister. Zie Lijst van rijksmonumenten in Edam voor een overzicht.

## Kwadijk
De plaats Kwadijk telt 2 inschrijvingen in het rijksmonumentenregister.
| Object                                                                                | Oorspronkelijke functie? | Bouwjaar | Architect        | Locatie    | Coördinaten?                  | Nr.?   | Afbeelding        |
| ------------------------------------------------------------------------------------- | ------------------------ | -------- | ---------------- | ---------- | ----------------------------- | ------ | ----------------- |
| Hervormde Kerk. Zaalkerk met spitsboogvensters en een houten torentje op de westgevel | Kerk en kerkonderdeel    | 1835     | Beets            | Kwadijk 87 | 52° 31' 40" NB, 4° 58' 57" OL | 40328  | Meer afbeeldingen |
| Watertoren                                                                            | Nutsbedrijf              | 1925     | B.F. van Nievelt | Kwadijk 39 | 52° 31' 43" NB, 4° 58' 31" OL | 508231 | Watertoren        |

## Middelie
De plaats Middelie telt 2 inschrijvingen in het rijksmonumentenregister.
| Object | Oorspronkelijke functie? | Bouwjaar                  | Architect | Locatie     | Coördinaten?                 | Nr.?   | Afbeelding                                                                     |
| --- | ------------------------ | ------------------------- | --------- | ----------- | ---------------------------- | ------ | ------------------------------------------------------------------------------ |
| Voormalige pastorie, thans woonhuis, gesitueerd aan de westzijde van de straat | Kerkelijke dienstwoning  | 1881 (volgens gevelsteen) |           | Middelie 76 | 52° 32' 12" NB, 5° 0' 54" OL | 508232 | Voormalige pastorie, thans woonhuis, gesitueerd aan de westzijde van de straat |
| Doopsgezinde vermaning, gesitueerd op ruim erf aan de westzijde van de straat en hiervan door een ijzeren spijlenhek gescheiden. De in sobere trant opgetrokken vermaning werd gebouwd ter vervanging van een houten voorganger die zich op een terrein achter de huidige kerk bevond | Kerk en kerkonderdeel    | 1899                      |           | Middelie 79 | 52° 32' 11" NB, 5° 0' 53" OL | 508233 | Meer afbeeldingen                                                              |

## Oosthuizen
De plaats Oosthuizen telt 8 inschrijvingen in het rijksmonumentenregister. Zie Lijst van rijksmonumenten in Oosthuizen voor een overzicht.

## Schardam
De plaats Schardam telt 6 inschrijvingen in het rijksmonumentenregister.
| Object | Oorspronkelijke functie? | Bouwjaar            | Architect | Locatie         | Coördinaten?                | Nr.?  | Afbeelding |
| --- | ------------------------ | ------------------- | --------- | --------------- | --------------------------- | ----- | --- |
| Hornsluis | Waterkering en -doorlaat | 1735                |           | Schardam bij 32 | 52° 36' 7" NB, 5° 1' 10" OL | 40329 | Meer afbeeldingen |
| Pandje, een geheel uitmakende met het aantrekkelijke complex van de beide sluizen te Schardam. Een voorgedeelte en een aansluitend lager achtergedeelte, beide gedekt door zadeldaken en met houten zij- en achterwanden. Een in het begin van deze eeuw vernieuwde bakstenen voorgevel | Woonhuis                 |                     |           | Schardam 21     | 52° 35' 42" NB, 5° 1' 2" OL | 40337 | Pandje, een geheel uitmakende met het aantrekkelijke complex van de beide sluizen te Schardam. Een voorgedeelte en een aansluitend lager achtergedeelte, beide gedekt door zadeldaken en met houten zij- en achterwanden. Een in het begin van deze eeuw vernieuwde bakstenen voorgevel |
| Hervormde Kerk | Kerk en kerkonderdeel    | waarschijnlijk 1662 |           | Schardam 27     | 52° 35' 47" NB, 5° 1' 3" OL | 40338 | Hervormde Kerk |
| Toren der Hervormde Kerk | Kerk en kerkonderdeel    |                     |           | Schardam bij 27 | 52° 35' 47" NB, 5° 1' 3" OL | 40339 | Meer afbeeldingen |
| Banpaal in Schardam van Hoorn | Grensafbakening          | 1761                |           | Schardam bij 21 | 52° 35' 42" NB, 5° 1' 3" OL | 40340 | Meer afbeeldingen |
| Noorder- en Zuidersluis | Waterkering en -doorlaat | 1592 / 1783         |           | Schardam bij 21 | 52° 35' 41" NB, 5° 1' 2" OL | 40341 | Meer afbeeldingen |

## Volendam
De plaats Volendam telt 3 inschrijvingen in het rijksmonumentenregister.
| Object                                                                                             | Oorspronkelijke functie? | Bouwjaar | Architect | Locatie                  | Coördinaten?                 | Nr.?   | Afbeelding        |
| -------------------------------------------------------------------------------------------------- | ------------------------ | -------- | --------- | ------------------------ | ---------------------------- | ------ | ----------------- |
| Een eenvoudig houten klokkenstoel met de Trouwklok 1771                                            | Vanwege onderdelen kerk  |          |           | Haven bij 64             | 52° 29' 39" NB, 5° 4' 35" OL | 14447  | Meer afbeeldingen |
| Stolphoevekerkje: Hervormde Kerk. Ongeveer vierkant houten gebouwtje in de vorm van een stelphoeve | Kerk en kerkonderdeel    | 1658     |           | Burg. Kolfschotenplein 1 | 52° 29' 33" NB, 5° 4' 19" OL | 14449  | Meer afbeeldingen |
| Coöp. Visafslag St. Vincentius                                                                     | Handel en kantoor        | 1934     |           | Haven 41                 | 52° 29' 36" NB, 5° 4' 32" OL | 511037 | Meer afbeeldingen |

## Warder
De plaats Warder telt 1 inschrijving in het rijksmonumentenregister.
| Object                    | Oorspronkelijke functie? | Bouwjaar | Architect | Locatie    | Coördinaten?                 | Nr.?  | Afbeelding        |
| ------------------------- | ------------------------ | -------- | --------- | ---------- | ---------------------------- | ----- | ----------------- |
| Voormalige Hervormde kerk | Kerk en kerkonderdeel    | 1848     |           | Warder 122 | 52° 33' 52" NB, 5° 1' 48" OL | 40342 | Meer afbeeldingen |

Aalsmeer ·
Alkmaar ·
Amstelveen ·
Amsterdam ·
Bergen ·
Beverwijk ·
Blaricum ·
Bloemendaal ·
Castricum ·
Den Helder ·
Diemen ·
Dijk en Waard ·
Drechterland ·
Edam-Volendam ·
Enkhuizen ·
Gooise Meren ·
Haarlem ·
Haarlemmermeer ·
Heemskerk ·
Heemstede ·
Heiloo ·
Hilversum ·
Hollands Kroon ·
Hoorn ·
Huizen ·
Koggenland ·
Landsmeer ·
Laren ·
Medemblik ·
Oostzaan ·
Opmeer ·
Ouder-Amstel ·
Purmerend ·
Schagen ·
Stede Broec ·
Texel ·
Uitgeest ·
Uithoorn ·
Velsen ·
Waterland ·
Wijdemeren ·
Wormerland ·
Zaanstad ·
Zandvoort